# 必高快馬
必高快馬（日語：ビコーペガサス），是美國出生的日本純種競賽馬匹。生涯活躍於短途賽事，曾於勝出三級賽京成盃及人馬錦標，同時亦於兩次短途馬錦標及高松宮盃中跑獲亞軍。

## 出賽前
1991年2月8日出生於美國肯塔基州Robert Steven Stable，成長於途中於拍賣會上被日本馬主公司Legend Co. Ltd.以10萬5000美金購入。
其後交由栗東訓練中心練馬師柳田次男訓練。

## 競賽生涯

### 3歲（現2歲）
1993年11月6日出戰京都競馬場2歲新馬戰，一直維持在第二的前方位置下，在直路上瞬間透出並開始加速，最終以9馬位優勢取得首勝。
其後出戰條件戰茶梅賞，繼續採用前置戰術並在第四彎道處取得先機，隨即繼續貼欄加速，最終以5馬位優勢戰勝Lively Mount。

### 4歲（現3歲）
1994年年初轉戰草地，出戰當時仍為1600米賽事的京成盃。比賽開始後，其選擇保持於約莫第六的位置，在第四彎道時開始上前逐步取位。進入直路後，其隨即以優秀的反應展開衝刺，僅和同位置的菱亞馬遜稍作纏鬥後便彈離對手，最終以2馬位優勢及三連勝的姿態取得首個分級賽冠軍。
骨折休養後在6月復出出戰新西蘭盃四歲錦標，本次比賽選擇於第五的位置展開推進，雖然直路上展現出以往的衝勢，但仍然未能追上前方的菱亞馬遜及Machikane Allegro取得第三。
1個月後出戰中日新聞盃四歲錦標，比賽途中採用變奏的方式前進，維持在第五左右的位置下逐步上前，進入直路後一度透出取得領先，但最終仍然被Inazuma Takao超越以第二落敗。
進入秋季後開始挑戰年長馬匹，但在天鵝錦標及一哩冠軍賽上均未能表現出以往的實力，最終分別以第七及第五完賽。
年末挑戰一級賽短途馬錦標，比賽初段選擇留後，維持在尾四、五左右的位置，通過彎道時候抽出外檔取位望空。進入直路後，其仍然在外檔位置展開不俗的加速，雖然未能追上前方跑出紀錄時間的櫻花進王，但仍然可以超越其他所有對手取得第二。

### 5歲（現4歲）
1995年初再次骨折，於4月復出出戰栗東錦標，但僅跑獲第七的戰績。
5月以安田紀念為目標，維持於最後方位置下在第四彎道逐步發力上前，於直路上抽出大外檔展開衝刺，最終敗於心湖、Sakura Chitose O及大樹狂風取得第四。
3星期後出戰縮程出戰阪急盃，然而在步速影響下未能順利由所在的後方位置加速上前，加上受到些微阻擋，最終以第十二大敗。
入秋後選擇出戰人馬錦標，同時首次搭檔武豐。比賽開始後，其緩慢的進佔內欄位置，保持在中團靠後的遮擋位徐徐推進，並於第四彎道開始尋找加速點。進入直路後，其展開不俗的衝刺並爆發出後600米34.8秒的末腳速度，最終取得睽違1年9個月的勝利。
11月19日以一哩冠軍賽作為目標，保持於第十四、五左右的位置下在直路嘗試抽出外檔望空，但在直路未能順利縮窄和前方賽駒的距離，最終落後於步步雷霆、Meisho Tesoro及菱曙取得第四。
12月繼續挑戰短途馬錦標，本次比賽進佔較為前方的位置，於中團第八左右逐步推進。進入直路後，其在中檔成功透出並逐步加速衝刺，但最終被同樣位置衝出的菱曙壓制，落後1 1/4馬位再度取得第二。

### 6歲（現5歲）
1996年在4月的打吡公爵挑戰盃復出，雖然於比賽途中變奏上前逐步縮窄和對手的距離，但於直路上仍然未能最大程度加速，最終以第三落敗。
1個月後出戰本年度升格為一級賽的高松宮盃，比賽初段選擇於中團推進，但於通過彎道前經已上前進佔第四。進入直路後，繼續在中內欄位置展現出不俗的加速，但仍然未能迫近前往轟出優秀末腳的花公園，最終被拉開2 1/2馬位落敗，第三度在一級賽取得亞軍。
6月增程度出戰安田紀念，本次比賽維持優勢的節奏控制，維持在第十的位置下於彎道稍微上前，但在直路初段受到擠迫下未能第一時間加速，最終僅以第五完賽。
入秋後，其以天鵝錦標作為起動戰，並以尋求連霸作為目標。比賽開始後，其繼續採取居中戰術在第八的位置展開推進，在直路上瞬間加速下一度取得主動權，然而逐步被後方追擊的Sugino Hayakaze收窄差距下在最後一步被對手超過，以第二的戰績落敗。
其後繼續在短途一哩戰線作先，然而在一哩冠軍賽中因無法啟動加速而以第九大敗，出戰短途馬錦標則因在第四彎道遭受不離的局面而僅跑獲第七。

### 7歲（現6歲）
1997年年初時隔3年重返泥地賽場出戰二月錦標，比賽初段改變策略維持在第八的位置，但於通過彎道時逐步向前取位，於出彎是位處第四的位置。進入直路後，其雖然有嘗試展開加速的步伐，但過於均速下只能堅守位置，最終以第四名的戰績完賽。
4月返回草地賽事出戰絲路錦標，本次比賽再度採用變奏的方式，通過彎道時沿着空位上前望空，但在直路上未能對領放馬榮進柏林造成任何威脅，最終被對手以4馬位差距擊敗。
其後挑戰高松宮盃，但無法發揮實力下以第十大敗，6月出戰安田紀念亦因為後上不及跑獲第六。

### 8歲（現7歲）
休養9個月後在1993年3月復出出戰讀賣盃，但在後方等待時機下完全無法於直路衝刺，最終以第十落敗。
其後繼續上年的路線挑戰高松宮紀念及安田紀念，但均落敗下分別以第六及第十三完賽。
安田紀念後，陣營考慮其年齡，決定安排其退役。

### 詳細賽績
| 日期       | 舉辦國家 | 馬場 | 距離   | 級別 | 賽事名稱           | 負重 | 騎師     | 馬號 | 出馬 | 名次 | 時間   | 頭馬（二馬）       |
| ---------- | -------- | ---- | ------ | ---- | ------------------ | ---- | -------- | ---- | ---- | ---- | ------ | ------------------ |
| 6/11/1993  | 日本     | 京都 | 泥1200 |      | 3歲新馬            | 53   | 上村洋行 | 15   | 15   | 1    | 1:12.9 | （Trona Lucky）    |
| 26/12/1993 | 日本     | 阪神 | 泥1400 |      | 茶梅賞             | 54   | 上村洋行 | 1    | 16   | 1    | 1:26.4 | （Lively Mount）   |
| 9/1/1994   | 日本     | 中山 | 草1600 | GIII | 京成盃             | 55   | 的場均   | 5    | 8    | 1    | 1:33.9 | （菱亞馬遜）       |
| 5/6/1994   | 日本     | 東京 | 草1600 | GII  | 新西蘭盃四歲錦標   | 56   | 上村洋行 | 8    | 9    | 3    | 1:35.9 | 菱亞馬遜           |
| 2/7/1994   | 日本     | 中京 | 草1800 | GIII | 中日體育盃四歲錦標 | 56   | 上村洋行 | 6    | 12   | 2    | 1:48.9 | Inazuma Takao      |
| 29/10/1994 | 日本     | 阪神 | 草1400 | GII  | 天鵝錦標           | 55   | 上村洋行 | 4    | 18   | 7    | 1:21.0 | 櫻花進王           |
| 20/11/1994 | 日本     | 京都 | 草1600 | GI   | 一哩冠軍賽         | 55   | 的場均   | 13   | 14   | 5    | 1:33.8 | 北方飛翔           |
| 18/12/1994 | 日本     | 中山 | 草1200 | GI   | 短途馬錦標         | 55   | 的場均   | 12   | 14   | 2    | 1:07.8 | 櫻花進王           |
| 22/4/1995  | 日本     | 京都 | 泥1400 | OP   | 栗東錦標           | 57   | 上村洋行 | 15   | 16   | 7    | 1:23.7 | Marutaka Toko      |
| 14/5/1995  | 日本     | 東京 | 草1600 | GI   | 安田紀念           | 57   | 的場均   | 13   | 18   | 4    | 1:33.4 | 心湖               |
| 3/6/1995   | 日本     | 京都 | 草1400 | GIII | 阪急盃             | 57.5 | 上村洋行 | 18   | 18   | 12   | 1:21.2 | Bodyguard          |
| 1/10/1995  | 日本     | 京都 | 草1400 | GIII | 人馬錦標           | 57   | 武豐     | 12   | 16   | 1    | 1:21.2 | （Star Ballerina） |
| 19/11/1995 | 日本     | 京都 | 草1600 | GI   | 一哩冠軍賽         | 57   | 武豐     | 5    | 18   | 4    | 1:34.0 | 步步雷霆           |
| 17/12/1995 | 日本     | 中山 | 草1200 | GI   | 短途馬錦標         | 57   | 横山典弘 | 12   | 16   | 2    | 1:08.3 | 菱曙               |
| 6/4/1996   | 日本     | 中山 | 草1600 | GIII | 打吡公爵挑戰盃     | 58   | 武豐     | 7    | 16   | 3    | 1:33.5 | Fujino Makken O    |
| 19/5/1996  | 日本     | 中京 | 草1200 | GI   | 高松宮盃           | 57   | 横山典弘 | 13   | 13   | 2    | 1:07.8 | 花公園             |
| 9/6/1996   | 日本     | 京都 | 草1600 | GI   | 安田紀念           | 58   | 的場均   | 6    | 17   | 5    | 1:33.6 | 步步雷霆           |
| 26/10/1996 | 日本     | 京都 | 草1400 | GII  | 天鵝錦標           | 57   | 的場均   | 8    | 16   | 2    | 1:19.3 | Sugino Hayakaze    |
| 17/11/1996 | 日本     | 京都 | 草1600 | GI   | 一哩冠軍賽         | 57   | 的場均   | 16   | 18   | 9    | 1:34.3 | 真誠               |
| 15/12/1996 | 日本     | 中山 | 草1200 | GI   | 短途馬錦標         | 57   | 的場均   | 2    | 11   | 7    | 1:10.2 | 花公園             |
| 16/2/1997  | 日本     | 東京 | 泥1600 | GI   | 二月錦標           | 57   | 武豐     | 9    | 16   | 4    | 1:36.8 | 新光風             |
| 20/4/1997  | 日本     | 京都 | 草1200 | GIII | 絲路錦標           | 58   | 上村洋行 | 1    | 16   | 2    | 1:07.6 | 榮進柏林           |
| 18/5/1997  | 日本     | 中京 | 草1200 | GI   | 高松宮盃           | 57   | 横山典弘 | 15   | 18   | 10   | 1:08.9 | 新光王             |
| 8/6/1997   | 日本     | 東京 | 草1600 | GI   | 安田記念           | 58   | 横山典弘 | 18   | 18   | 6    | 1:34.4 | 大樹狂風           |
| 8/3/1998   | 日本     | 阪神 | 草1600 | GII  | 讀賣盃             | 58   | 上村洋行 | 13   | 11   | 11   | 1:35.4 | 星期天             |
| 24/5/1998  | 日本     | 中京 | 草1200 | GI   | 高松宮紀念         | 57   | 上村洋行 | 2    | 16   | 6    | 1:09.7 | 新光森林           |
| 14/6/1998  | 日本     | 東京 | 草1600 | GI   | 安田紀念           | 58   | 上村洋行 | 15   | 17   | 13   | 1:40.4 | 大樹快車           |

## 退役後
退役後，必高快馬成為了配種馬，於北海道浦河町日高Stallion Station休養，在1999年進行配種。首批子嗣在2000年出生。首批子嗣可於2002年出賽。
2006年配種季節後由配種馬退役，前往北海道新日高町Rolling eggs club進行養老生活。
2019年6月11日，其於牧場內因敗血症死亡，享年29歲。

## 血統簡介
父系單色爲美國賽駒，生涯三場全勝後因傷退役，退役後成爲著名種馬，現以確立爲一支獨立的系統。祖父北地舞人為加拿大賽駒，爲美國三冠賽雙冠馬，退役後亦爲著名種馬，被譽爲當時改變世界的種馬之一。
母系Condessa為愛爾蘭賽駒，生涯戰績優秀，曾勝出約克郡橡樹大賽，亦於愛爾蘭橡樹大賽跑獲亞軍。外祖父Condorcet為法國賽駒，生涯戰績不俗，曾在二級賽尼雅大賽跑獲冠軍，亦在一級賽法國二千堅尼取得第二。

### 血統表
| 父線：丹山系（單色系）            |                             |                 |                  |
| 種馬 單色 1977年（棗色）          | 北地舞人 1961年（棗色）     | 新北區          | Nearco           |
| 種馬 單色 1977年（棗色）          | 北地舞人 1961年（棗色）     | 新北區          | Lady Angela      |
| 種馬 單色 1977年（棗色）          | 北地舞人 1961年（棗色）     | Naltalma        | 天才舞者         |
| 種馬 單色 1977年（棗色）          | 北地舞人 1961年（棗色）     | Naltalma        | Almahmoud        |
| 種馬 單色 1977年（棗色）          | Pas de Nom 1968年（深棗色） | Admirals Voyage | Crafty Admiral   |
| 種馬 單色 1977年（棗色）          | Pas de Nom 1968年（深棗色） | Admirals Voyage | Olympia          |
| 種馬 單色 1977年（棗色）          | Pas de Nom 1968年（深棗色） | Petitioner      | Petition         |
| 種馬 單色 1977年（棗色）          | Pas de Nom 1968年（深棗色） | Petitioner      | Steady Aim       |
| 繁殖雌馬 Condorcte 1978年（栗色） | Condorcet 1972年（棗色）    | Luthier         | Klairon          |
| 繁殖雌馬 Condorcte 1978年（栗色） | Condorcet 1972年（棗色）    | Luthier         | Fluet Enchanteee |
| 繁殖雌馬 Condorcte 1978年（栗色） | Condorcet 1972年（棗色）    | Pan American    | Pan              |
| 繁殖雌馬 Condorcte 1978年（栗色） | Condorcet 1972年（棗色）    | Pan American    | Visibility Good  |
| 繁殖雌馬 Condorcte 1978年（栗色） | Varinessa 1970年（棗色）    | Varano          | Darius           |
| 繁殖雌馬 Condorcte 1978年（栗色） | Varinessa 1970年（棗色）    | Varano          | Varna            |
| 繁殖雌馬 Condorcte 1978年（栗色） | Varinessa 1970年（棗色）    | Silken Princess | Arctic Prince    |
| 繁殖雌馬 Condorcte 1978年（栗色） | Varinessa 1970年（棗色）    | Silken Princess | Siljen Slipper   |
| 雌系：號族：5-h                   |                             |                 |                  |
| 五代內近親交配：無                |                             |                 |                  |

## 命名由來
名字中，Biko（ビコー）為馬主Legend Co. Ltd.之冠名，來源不明，香港採音譯，翻譯為「必高」；Pegasus（ペガサス）則是希腊神话中的飛馬佩加索斯，香港則翻譯為「快馬」。

## 外部連結
- 必高快馬 netkeiba.com
- 血統表 （页面存档备份，存于）